# Unione Sportiva Cremonese 2014-2015
Questa voce raccoglie le informazioni riguardanti l'Unione Sportiva Cremonese nelle competizioni ufficiali della stagione 2014-2015.

## Stagione
Dopo aver fallito la promozione in Serie B perdendo ai play-off contro il Südtirol, la Cremonese per la stagione 2014-2015 si trova ad affrontare per il nono anno consecutivo la terza serie nazionale, la restaurata Lega Pro che racchiude la ex Prima Divisione e la Seconda Divisione; la Cremonese viene inserita nel girone A. La guida tecnica è Mario Montorfano, ex calciatore della Cremonese e già allenatore delle giovanili mentre Luigi Simoni va a ricoprire la carica di Presidente, lasciata libera dal Cav. Giovanni Arvedi. La rosa subisce un profondo cambiamento: pochissimi giocatori della passata stagione rimangono a Cremona e viene dato più spazio a ragazzi delle giovanili grigiorosse e di squadre di Serie A.
La stagione inizia con l'impegno della Coppa Italia. Nel primo turno all'esordio stagionale allo Zini, la Cremonese sconfigge il Cosenza per (3-2). Nel secondo turno la Cremonese vola in Sicilia dove affronta il Trapani, formazione militante in Serie B. I grigiorossi espugnano a sorpresa lo Stadio Provinciale (1-2). Il terzo turno propone alla Cremonese una sfida contro una compagine di Serie A, l'Hellas Verona. La Cremonese regge un tempo ma poi perde (3-0) uscendo dalla competizione.
In campionato, l'esordio avviene di venerdì sera in casa contro l'AlbinoLeffe: la partita termina con un pareggio a reti inviolate. La giornata successiva arrivano i primi tre punti della stagione nel derby contro il Mantova: i grigiorossi, infatti, espugnano lo Stadio Danilo Martelli grazie ad una doppietta di capitan Brighenti. Il 17 novembre, a seguito di una serie di risultati deludenti, viene esonerato Montorfano e la panchina è affidata a Marco Giampaolo. I grigiorossi chiudono il girone di andata con 24 punti a metà classifica. Sulla stessa falsariga il girone di ritorno, nel quale la Cremonese racimola 26 punti, chiudendo il torneo in ottava posizione con 50 punti. Sono salite in Serie B il Novara diretto ed il Como che a sorpresa ha vinto i Play-off.
Si sono messi in evidenza tra i grigiorossi in fatto di marcature Andrea Brighenti con 16 reti e Abderazzak Jadid che ha firmato 10 reti, ed il bulgaro Radoslav Kirilov con 7 centri.

## Divise e sponsor
Il fornitore ufficiale di materiale tecnico per la stagione 2014-2015 è Acerbis, mentre gli sponsor di maglia sono Iltainox (in casa) e Arinox (in trasferta).
| 1ª divisa | 2ª divisa | 3ª divisa | 1ª portiere |

## Organigramma societario
Fonte:
Area direttiva
- Presidente: Luigi Simoni

Area organizzativa
- Segretaria sportiva: Marcella Ghilardi
- Team manager: Lorenzo Bettoli
- Addetto agli arbitri: Luca Maestri

Area tecnica
- Direttore sportivo: Stefano Giammarioli
- Allenatore: Mario Montorfano, poi Marco Giampaolo
- Allenatore in seconda: Marko Perović, poi Fabio Micarelli
- Preparatore atletico: Romano Mengoni
- Preparatore dei portieri: Luigi Turci
- Capo osservatore: Carlo Taldo

Area sanitaria
- Responsabile:
- Medici sociali: Giovanni Bozzetti
- Massaggiatori: Aristide Rossi
- Posturologo Recupero infortuni: Antonio Le Pera
- Fisioterapista: Alessandro Rivetti

## Rosa
Rosa aggiornata al 20 dicembre 2014.
| N. |                    | Ruolo | Calciatore            |
| -- | ------------------ | ----- | --------------------- |
|    | Italia (bandiera)  | P     | Nicholas Battaiola    |
|    | Italia (bandiera)  | P     | Giacomo Venturi       |
|    | Italia (bandiera)  | P     | Riccardo Galli        |
|    | Italia (bandiera)  | D     | Filippo Giorgi        |
|    | Italia (bandiera)  | D     | Alessandro Bassoli    |
|    | Italia (bandiera)  | D     | Paolo Castellini      |
|    | Italia (bandiera)  | D     | Alessandro Favalli    |
|    | Italia (bandiera)  | D     | Luca Marongiu         |
|    | Spagna (bandiera)  | D     | Ruben Palomeque       |
|    | Polonia (bandiera) | D     | Sebastian Zieleniecki |
|    | Italia (bandiera)  | D     | Giacomo Gambaretti    |
|    | Italia (bandiera)  | D     | Carlo Crialese        |
|    | Marocco (bandiera) | C     | Abderazzak Jadid      |
|    | Italia (bandiera)  | C     | Mattia Lombardo       |

| N. |                     | Ruolo | Calciatore                  |
| -- | ------------------- | ----- | --------------------------- |
|    | Italia (bandiera)   | C     | Alessandro Marchi           |
|    | Italia (bandiera)   | C     | Simone Palermo              |
|    | Italia (bandiera)   | C     | Matteo Messetti             |
|    | Italia (bandiera)   | C     | Michele Moroni              |
|    | Romania (bandiera)  | C     | George Ionascu              |
|    | Romania (bandiera)  | C     | Robert Tripsa               |
|    | Italia (bandiera)   | C     | Nicola Ciccone              |
|    | Bulgaria (bandiera) | A     | Radoslav Kirilov            |
|    | Italia (bandiera)   | A     | Andrea Brighenti (capitano) |
|    | Italia (bandiera)   | A     | Mattia Marchi               |
|    | Italia (bandiera)   | A     | Federico Di Francesco       |
|    | Italia (bandiera)   | A     | Daniele Mascolo             |
|    | Albania (bandiera)  | A     | Rey Manaj                   |
|    | Italia (bandiera)   | A     | Cristian Carletti           |

## Calciomercato

### Sessione estiva(dal 1/7 al 1/9)
| Acquisti         | Acquisti              | Acquisti    | Acquisti      |
| R.               | Nome                  | da          | Modalità      |
| ---------------- | --------------------- | ----------- | ------------- |
| P                | Giacomo Venturi       |             | svincolato    |
| D                | Alessandro Bassoli    | Chievo      | prestito      |
| D                | Mattia Lombardo       | Sampdoria   | prestito      |
| D                | Ruben Palomeque       | Bologna     | prestito      |
| C                | Abderazzak Jadid      |             | svincolato    |
| C                | Alessandro Marchi     | Bologna     | definitivo    |
| C                | Matteo Messetti       | Chievo      | prestito      |
| C                | Michele Moroni        | Parma       | prestito      |
| A                | Radoslav Kirilov      | Chievo      | prestito      |
| A                | Federico Di Francesco | Pescara     | prestito      |
| A                | Mattia Marchi         | Entella     | definitivo    |
| D                | Carlo Crialese        | Cesena      | prestito      |
| Altre operazioni |                       |             |               |
| R.               | Nome                  | da          | Modalità      |
| D                | Luca Marongiu         | Viareggio   | fine prestito |
| D                | Giacomo Gambaretti    | Castiglione | fine prestito |
| D                | Simone Sales          | Lecce       | fine prestito |
| D                | Marco Arcari          | Bra         | fine prestito |
| C                | Davide Rossi          | Castiglione | fine prestito |
| C                | Lorenzo Degeri        | Rimini      | fine prestito |
| C                | Nicola Ciccone        | Sampdoria   | fine prestito |

| Cessioni         | Cessioni           | Cessioni       | Cessioni       |
| R.               | Nome               | a              | Modalità       |
| ---------------- | ------------------ | -------------- | -------------- |
| A                | Luigi Della Rocca  | Lecce          | definitivo     |
| C                | Mirko Bruccini     | Reggiana       | definitivo     |
| A                | Elvis Abbruscato   | Feralpisalò    | definitivo     |
| A                | Gaetano Caridi     | Mantova        | definitivo     |
| P                | Nicolás Bremec     |                | fine contratto |
| D                | Pietro Visconti    |                | fine contratto |
| D                | Davide Moi         |                | fine contratto |
| D                | Dario Bergamelli   | AlbinoLeffe    | fine prestito  |
| D                | Matteo Abbate      |                | fine contratto |
| D                | Stefano Avogadri   |                | fine contratto |
| C                | Mattia Nardi       | Aurora Seriate | definitivo     |
| D                | Mauro Minelli      |                | fine contratto |
| D                | Antonio Caracciolo | Brescia        | fine prestito  |
| C                | Marco Armellino    | Reggina        | fine prestito  |
| C                | Carmine Palumbo    | Lecce          | fine prestito  |
| C                | Marco Martina Rini | Brescia        | fine prestito  |
| C                | Massimo Loviso     | Parma          | fine prestito  |
| A                | Hugo Bargas        |                | fine contratto |
| A                | Alessandro Campo   | Südtirol       | fine prestito  |
| A                | Giacomo Casoli     | Spezia         | fine prestito  |
| A                | Emmanuel Françoise |                | fine contratto |
| Altre operazioni |                    |                |                |
| R.               | Nome               | da             | Modalità       |
| D                | Simone Sales       |                | svincolato     |
| D                | Davide Rossi       | Pergolettese   | definitivo     |
| C                | Lorenzo Degeri     | Lucchese       | prestito       |

## Risultati

### Lega Pro

#### Girone di andata
| Cremona 29 agosto 2014, ore 20:45 CEST 1ª giornata | Cremonese            | 0 – 0 referto | AlbinoLeffe | Stadio Giovanni Zini (3.653 spett.)\| Arbitro: \| Dei Giudici (Latina) \| |
| Arbitro:                                           | Dei Giudici (Latina) |               |             |                                                                           |

| Arbitro: | Serra (Torino) |

|             |           |                       |
| Tomicic 79’ | Marcatori | 31’, 34’ A. Brighenti |

| Arbitro: | Bertani (Pisa) |

|  |           |            |
|  | Marcatori | 8’ Gavazzi |

| Novara 14 settembre 2014, ore 18:00 CEST 4ª giornata | Novara           | 0 – 0 referto | Cremonese | Stadio Silvio Piola (3.930 spett.)\| Arbitro: \| Baroni (Firenze) \| |
| Arbitro:                                             | Baroni (Firenze) |               |           |                                                                      |

| Arbitro: | Lanza (Nichelino) |

|                                 |           |                            |
| Jadid 10’, 39’ A. Brighenti 60’ | Marcatori | 45’ Fischnaller 47’ Marras |

| Arbitro: | Giovani (Grosseto) |

|                                           |           |                                            |
| M. Marchi 7’ A. Brighenti 62’, 89’ (rig.) | Marcatori | 43’, 44’ Pietribiasi 83’ Nolé 86’ Iocolano |

| Arbitro: | Colosimo (Torino) |

|              |           |  |
| Maccan 90+5’ | Marcatori |  |

| Arbitro: | Rasia (Bassano del Grappa) |

|           |           |               |
| Manaj 22’ | Marcatori | 40’ Mezavilla |

| Arbitro: | Ranaldi (Tivoli) |

|                  |           |  |
| Ranellucci 90+3’ | Marcatori |  |

| Arbitro: | Pelagatti (Arezzo) |

|                              |           |              |
| Jadid 45+4’ A. Brighenti 52’ | Marcatori | 32’ Raimondi |

| Arbitro: | Boggi (Salerno) |

|              |           |             |
| Cristini 62’ | Marcatori | 60’ Bassoli |

| Arbitro: | Luciano (Lamezia Terme) |

|  |           |           |
|  | Marcatori | 40’ Zullo |

| Arbitro: | Amoroso (Paola) |

|                  |           |                                            |
| E. Defendi 90+3’ | Marcatori | 62’ A. Marchi 74’ Di Francesco 84’ Kirilov |

| Arbitro: | Rossi (Rovigo) |

|                                                        |           |                  |
| Cesarini 6’ A. Ferretti 34’ Cogliati 42’ Pederzoli 66’ | Marcatori | 18’ Di Francesco |

| Arbitro: | Strippoli (Bari) |

|                                        |           |           |
| A. Brighenti 12’ Jadid 44’ Palermo 70’ | Marcatori | 41’ Erpen |

| Arbitro: | Fiorini (Frosinone) |

|              |           |                  |
| De Paula 58’ | Marcatori | 73’ A. Brighenti |

| Arbitro: | Zanonato (Vicenza) |

|                                        |           |                       |
| A. Brighenti 62’ Di Francesco 65’, 80’ | Marcatori | 26’ (aut.) Gambaretti |

| Arbitro: | D'Apice (Arezzo) |

|                          |           |                                 |
| Aya 44’, 61’ Cafiero 55’ | Marcatori | 27’ A. Brighenti 41’ Gambaretti |

| Cremona 6 gennaio 2015, ore 17:00 CET 19ª giornata | Cremonese               | 0 – 0 referto | Giana Erminio | Stadio Giovanni Zini (3211 spett.)\| Arbitro: \| Guarino (Caltanissetta) \| |
| Arbitro:                                           | Guarino (Caltanissetta) |               |               |                                                                             |

#### Girone di ritorno
| Arbitro: | Fanton (Lodi) |

|  |           |                       |
|  | Marcatori | 30’ Kirilov 68’ Jadid |

| Cremona 18 gennaio 2015, ore 16:00 CET 21ª giornata | Cremonese         | 0 – 0 | Mantova | Stadio Giovanni Zini\| Arbitro: \| Massimi (Termoli) \| |
| Arbitro:                                            | Massimi (Termoli) |       |         |                                                         |

| Arbitro: | Catona (Reggio Calabria) |

|                                |           |                  |
| Cocuzza 3’ Radrezza 88’ (rig.) | Marcatori | 25’, 73’ Kirilov |

| Arbitro: | Di Ruberto (Nocera Inferiore) |

|  |           |             |
|  | Marcatori | 35’ Corazza |

| Arbitro: | Sassoli (Arezzo) |

|                                      |           |             |
| Tagliani 3’ Novothny 25’ Bertoni 75’ | Marcatori | 90+1’ Jadid |

| Bassano del Grappa 15 febbraio 2015, ore 14:30 CET 25ª giornata | Bassano Virtus            | 0 – 0 | Cremonese | Stadio Rino Mercante\| Arbitro: \| Melidoni (Frattamaggiore) \| |
| Arbitro:                                                        | Melidoni (Frattamaggiore) |       |           |                                                                 |

| Cremona 21 febbraio 2015, ore 16:00 CET 26ª giornata | Cremonese        | 0 – 0 | Pordenone | Stadio Giovanni Zini\| Arbitro: \| Andreini (Forlì) \| |
| Arbitro:                                             | Andreini (Forlì) |       |           |                                                        |

| Arbitro: | Variante (Nocera Inferiore) |

|                    |           |  |
| Rantier 78’ (rig.) | Marcatori |  |

| Arbitro: | Mancini (Fermo) |

|                                  |           |                           |
| A. Marchi 3’ Manaj 62’ Jadid 90’ | Marcatori | 75’ Romero 85’ Bracaletti |

| Arbitro: | Betani (Pisa) |

|                                      |           |  |
| G. Greco 5’ (rig.) Raimondi 44’, 51’ | Marcatori |  |

| Arbitro: | Colarossi (Roma) |

|          |           |              |
| Pasi 72’ | Marcatori | 55’ Cristini |

| Arbitro: | Candeo (Este) |

|              |           |              |
| G. Conti 12’ | Marcatori | 25’ Crialese |

| Arbitro: | Baroni (Firenze) |

|                  |           |  |
| Di Francesco 82’ | Marcatori |  |

| Arbitro: | Morreale (Roma) |

|                       |           |  |
| A. Brighenti 34’, 75’ | Marcatori |  |

| Arbitro: | Capilungo (Lecce) |

|  |           |                  |
|  | Marcatori | 67’ A. Brighenti |

| Arbitro: | Pagliardini (Arezzo) |

|                  |           |           |
| A. Brighenti 75’ | Marcatori | 17’ Sarao |

| Arbitro: | Giua (Pisa) |

|                                                   |           |                  |
| M. Serafini 11’ (rig.) Terrani 53’ C. Palumbo 88’ | Marcatori | 60’ (rig.) Jadid |

| Arbitro: | Bichisecchi (Livorno) |

|           |           |            |
| Jadid 14’ | Marcatori | 45’ Baraye |

| Arbitro: | Sprezzola (Mestre) |

|  |           |                                                     |
|  | Marcatori | 46’ Gambaretti 54’ A. Brighenti 74’ (aut.) F. Perna |

### Coppa Italia

#### Primo Turno
| Arbitro: | Rossi (Rovigo) |

|                           |           |                                   |
| Kirilov 7’, 62’ Jadid 12’ | Marcatori | 35’ (rig.) Mosciaro 60’ Calderini |

#### Secondo turno
| Arbitro: | Mariani (Aprilia) |

|               |           |                             |
| Barillà 90+5’ | Marcatori | 1’ Kirilov 43’ A. Brighenti |

#### Terzo Turno
| Arbitro: | Tommasi (Bassano del Grappa) |

|                                           |           |  |
| Toni 50’ Moras 61’ Christodoulopoulos 67’ | Marcatori |  |

### Coppa Italia Lega Pro

#### Sedicesimi di finale
| Arbitro: | Mantelli (Brescia) |

|  |           |            |
|  | Marcatori | 9’ Rovelli |

## Statistiche

### Statistiche di squadra
Statistiche aggiornate al 10 maggio 2015
| Competizione          | Punti | In casa | In casa | In casa | In casa | In casa | In casa | In trasferta | In trasferta | In trasferta | In trasferta | In trasferta | In trasferta | Totale | Totale | Totale | Totale | Totale | Totale | D.R |
| Competizione          | Punti | G       | V       | N       | P       | Gf      | Gs      | G            | V            | N            | P            | Gf           | Gs           | G      | V      | N      | P      | Gf     | Gs     | D.R |
| --------------------- | ----- | ------- | ------- | ------- | ------- | ------- | ------- | ------------ | ------------ | ------------ | ------------ | ------------ | ------------ | ------ | ------ | ------ | ------ | ------ | ------ | --- |
| Lega Pro              | 50    | 19      | 7       | 8       | 4       | 24      | 18      | 19           | 5            | 6            | 8            | 21           | 26           | 38     | 12     | 14     | 12     | 45     | 44     | +1  |
| Coppa Italia          | -     | 1       | 1       | 0       | 0       | 3       | 2       | 2            | 1            | 0            | 1            | 2            | 4            | 3      | 2      | 0      | 1      | 5      | 6      | -1  |
| Coppa Italia Lega Pro | -     | 1       | 0       | 0       | 1       | 0       | 1       | 0            | 0            | 0            | 0            | 0            | 0            | 1      | 0      | 0      | 1      | 0      | 1      | -1  |
| Totale                | 50    | 21      | 8       | 8       | 5       | 27      | 21      | 21           | 6            | 6            | 9            | 23           | 30           | 42     | 14     | 14     | 14     | 50     | 51     | -1  |

### Andamento in campionato
| Giornata  | 1 | 2 | 3 | 4  | 5 | 6  | 7  | 8  | 9  | 10 | 11 | 12 | 13 | 14 | 15 | 16 | 17 | 18 | 19 | 20 | 21 | 22 | 23 | 24 | 25 | 26 | 27 | 28 | 29 | 30 | 31 | 32 | 33 | 34 | 35 | 36 | 37 | 38 |
| --------- | - | - | - | -- | - | -- | -- | -- | -- | -- | -- | -- | -- | -- | -- | -- | -- | -- | -- | -- | -- | -- | -- | -- | -- | -- | -- | -- | -- | -- | -- | -- | -- | -- | -- | -- | -- | -- |
| Luogo     | C | T | C | T  | C | C  | T  | C  | T  | C  | T  | C  | T  | T  | C  | T  | C  | T  | C  | T  | C  | T  | C  | T  | T  | C  | T  | C  | T  | C  | T  | C  | C  | T  | C  | T  | C  | T  |
| Risultato | N | V | P | N  | V | P  | P  | N  | P  | V  | N  | P  | V  | P  | V  | N  | V  | P  | N  | V  | N  | N  | P  | P  | N  | N  | P  | V  | P  | N  | N  | V  | V  | V  | N  | P  | N  | V  |
| Posizione | 7 | 3 | 8 | 10 | 8 | 10 | 10 | 12 | 14 | 12 | 12 | 12 | 10 | 13 | 11 | 11 | 10 | 12 | 11 | 9  | 10 | 11 | 13 | 14 | 13 | 13 | 14 | 13 | 14 | 14 | 14 | 13 | 10 | 8  | 8  | 10 | 10 | 8  |

Fonte:  GIRONE A STATISTICA, su lega-pro.com.
Legenda:

Luogo: C = Casa; T = Trasferta. Risultato: R = Rinviata; V = Vittoria; N = Pareggio; P = Sconfitta.

### Statistiche dei giocatori
Statistiche aggiornate al 21 dicembre 2014.
| Giocatore       | Lega Pro | Lega Pro | Lega Pro    | Lega Pro   | Coppa Italia | Coppa Italia | Coppa Italia | Coppa Italia | Coppa Italia Lega Pro | Coppa Italia Lega Pro | Coppa Italia Lega Pro | Coppa Italia Lega Pro | Totale   | Totale | Totale      | Totale     |
| Giocatore       | Presenze | Reti     | Ammonizioni | Espulsioni | Presenze     | Reti         | Ammonizioni  | Espulsioni   | Presenze              | Reti                  | Ammonizioni           | Espulsioni            | Presenze | Reti   | Ammonizioni | Espulsioni |
| --------------- | -------- | -------- | ----------- | ---------- | ------------ | ------------ | ------------ | ------------ | --------------------- | --------------------- | --------------------- | --------------------- | -------- | ------ | ----------- | ---------- |
| A. Bassoli      | 11       | 1        | 1           | 0          | 3            | 0            | 0            | 0            | 0                     | 0                     | 0                     | 0                     | 14       | 1      | 1           | 0          |
| N. Battaiola    | 8        | -12      | 0           | 1          | 2            | -3           | 0            | 1            | 0                     | 0                     | 0                     | 0                     | 10       | -15    | 0           | 2          |
| A. Brighenti    | 17       | 10       | 0           | 0          | 3            | 1            | 1            | 0            | 1                     | 0                     | 0                     | 0                     | 21       | 11     | 1           | 0          |
| C. Carletti     | 0        | 0        | 0           | 0          | 0            | 0            | 0            | 0            | 0                     | 0                     | 0                     | 0                     | 0        | 0      | 0           | 0          |
| P. Castellini   | 4        | 0        | 0           | 0          | 0            | 0            | 0            | 0            | 0                     | 0                     | 0                     | 0                     | 4        | 0      | 0           | 0          |
| N. Ciccone      | 9        | 0        | 1           | 0          | 0            | 0            | 0            | 0            | 0                     | 0                     | 0                     | 0                     | 9        | 0      | 1           | 0          |
| C. Crialese     | 4        | 0        | 1           | 0          | 0            | 0            | 0            | 0            | 1                     | 0                     | 1                     | 0                     | 5        | 0      | 2           | 0          |
| F. Di Francesco | 12       | 4        | 3           | 1          | 2            | 0            | 0            | 0            | 0                     | 0                     | 0                     | 0                     | 14       | 4      | 3           | 1          |
| A. Favalli      | 17       | 0        | 4           | 0          | 3            | 0            | 0            | 0            | 1                     | 0                     | 0                     | 0                     | 21       | 0      | 4           | 0          |
| R. Galli        | 7        | -8       | 0           | 0          | 0            | 0            | 0            | 0            | 1                     | -1                    | 0                     | 0                     | 8        | -9     | 0           | 0          |
| G. Gambaretti   | 14       | 1        | 3           | 0          | 1            | 0            | 0            | 0            | 1                     | 0                     | 0                     | 0                     | 16       | 1      | 3           | 0          |
| F. Giorgi       | 9        | 0        | 2           | 0          | 2            | 0            | 1            | 0            | 1                     | 0                     | 0                     | 0                     | 12       | 0      | 3           | 0          |
| G. Ionascu      | 0        | 0        | 0           | 0          | 0            | 0            | 0            | 0            | 0                     | 0                     | 0                     | 0                     | 0        | 0      | 0           | 0          |
| A. Jadid        | 14       | 4        | 5           | 1          | 3            | 1            | 1            | 0            | 0                     | 0                     | 0                     | 0                     | 17       | 5      | 6           | 1          |
| R. Kirilov      | 14       | 1        | 1           | 0          | 3            | 3            | 0            | 0            | 1                     | 0                     | 0                     | 0                     | 18       | 4      | 1           | 0          |
| M. Lombardo     | 8        | 0        | 2           | 0          | 3            | 0            | 1            | 0            | 1                     | 0                     | 0                     | 0                     | 12       | 0      | 3           | 0          |
| R. Manaj        | 10       | 1        | 1           | 0          | 3            | 0            | 1            | 0            | 1                     | 0                     | 0                     | 0                     | 14       | 1      | 2           | 0          |
| A. Marchi       | 18       | 1        | 3           | 0          | 3            | 0            | 2            | 0            | 1                     | 0                     | 0                     | 0                     | 22       | 1      | 5           | 0          |
| M. Marchi       | 14       | 1        | 0           | 1          | 3            | 0            | 1            | 0            | 1                     | 0                     | 0                     | 0                     | 18       | 1      | 1           | 1          |
| L. Marongiu     | 11       | 0        | 0           | 0          | 3            | 0            | 0            | 0            | 0                     | 0                     | 0                     | 0                     | 14       | 0      | 0           | 0          |
| D. Mascolo      | 0        | 0        | 0           | 0          | 1            | 0            | 0            | 0            | 0                     | 0                     | 0                     | 0                     | 1        | 0      | 0           | 0          |
| M. Messetti     | 4        | 0        | 0           | 0          | 0            | 0            | 0            | 0            | 0                     | 0                     | 0                     | 0                     | 4        | 0      | 0           | 0          |
| M. Moroni       | 8        | 0        | 1           | 0          | 0            | 0            | 0            | 0            | 1                     | 0                     | 1                     | 0                     | 9        | 0      | 2           | 0          |
| S. Palermo      | 17       | 1        | 4           | 0          | 0            | 0            | 0            | 0            | 0                     | 0                     | 0                     | 0                     | 17       | 1      | 4           | 0          |
| R. Palomeque    | 8        | 0        | 2           | 0          | 0            | 0            | 0            | 0            | 0                     | 0                     | 0                     | 0                     | 8        | 0      | 2           | 0          |
| R. Tripsa       | 0        | 0        | 0           | 0          | 1            | 0            | 0            | 0            | 1                     | 0                     | 0                     | 0                     | 2        | 0      | 0           | 0          |
| G. Venturi      | 5        | -5       | 0           | 0          | 2            | -3           | 1            | 0            | 0                     | 0                     | 0                     | 0                     | 7        | -8     | 1           | 0          |
| S. Zieleniecki  | 2        | 0        | 0           | 0          | 1            | 0            | 0            | 0            | 1                     | 0                     | 0                     | 0                     | 4        | 0      | 0           | 0          |